# Cotinga amabilis
Cotinga amabilis е вид птица от семейство Cotingidae.

## Разпространение
Видът е разпространен в Белиз, Коста Рика, Гватемала, Хондурас, Мексико, Никарагуа и Панама.